# Jorge Romero (humorista)
Jorge Pantaleón Romero Donoso (2 de noviembre de 1929-16 de noviembre de 2015), más conocido como «Firulete», fue un humorista chileno. Frecuente en radio y televisión, ha sido considerado como uno de los principales exponentes del humor blanco en su país.

## Biografía
Estudió en el Liceo de San Bernardo, donde trabó amistad con el futuro presidente Patricio Aylwin. También tuvo entre sus amistades a Andrés Zaldivar.
En 1950 comenzó su carrera humorística en Radio Minería, cuando fue descubierto por Raúl Matas. En 1960 ya estaba consagrado y la revista Ecran lo entrevistaba junto a Alejandro Lira y Luis Rojas Müller (Monicaco). En esa década se hizo popular en el programa La bandita de Firulete de Radio Portales de Santiago, que explotaba el género del radioteatro cómico. Después de trabajar por un tiempo en Madrid, regresó a Chile en 1969, haciendo carrera principalmente en televisión.
Fue un impulsor del humor blanco, estilo que mantuvo mientras estuvo en su faceta de humorista. Creó personajes como «El Pollito», un niño inteligente e inocente, que mostraba la visión infantil del mundo y las conversaciones adultas; «Firulete», un hombre sencillo, pobre, con algo de disfunción atencional, que era agregado a sus rutinas como chiste; «Pepe Pato», de nombre completo José Patricio Larraín García-Moreno, interpretaba a un hombre de clase alta con su característica manera de hablar.
Destacó su participación televisiva en programas como La silla eléctrica, Festival de la una, Vamos a ver, Mediomundo, Una vez más y El tiempo es oro, en los que realizó su rutina llamada «Telechácharas», donde simulaba tener conversaciones con personajes del mundo político, artístico y deportivo mediante cuñas con frases descontextualizadas. En 1978 se presentó en el XX Festival Internacional de la Canción de Viña del Mar, ocasión en la cual se le entregó en forma excepcional el galardón «Gaviota de Plata», en ese entonces reservado a los ganadores de las competencias musicales.
Se retiró del mundo del espectáculo a mediados de la década de 2000. Falleció el lunes 16 de noviembre de 2015 a los 86 años.